# Nelly Moenne-Loccoz
Nelly Moenne-Loccoz (Annecy, 9 de abril de 1990) es una deportista francesa que compite en snowboard, especialista en la prueba de campo a través.
Ganó tres medallas en el Campeonato Mundial de Snowboard entre los años 2011 y 2017. Adicionalmente, consiguió dos medallas de bronce en los X Games de Invierno.
Participó en tres Juegos Olímpicos de Invierno, entre los años 2010 y 2018, ocupando el sexto lugar en Vancouver 2010.

## Medallero internacional
| Campeonato Mundial | Campeonato Mundial     | Campeonato Mundial | Campeonato Mundial         |
| Año                | Lugar                  | Medalla            | Prueba                     |
| ------------------ | ---------------------- | ------------------ | -------------------------- |
| 2011               | La Molina (España)     | Medalla de plata   | Campo a través             |
| 2015               | Kreischberg (Austria)  | Medalla de plata   | Campo a través             |
| 2017               | Sierra Nevada (España) | Medalla de oro     | Campo a través por equipos |

| X Games de Invierno | X Games de Invierno    | X Games de Invierno | X Games de Invierno |
| Año                 | Lugar                  | Medalla             | Prueba              |
| ------------------- | ---------------------- | ------------------- | ------------------- |
| 2015                | Aspen (Estados Unidos) | Medalla de bronce   | Campo a través      |
| 2016                | Aspen (Estados Unidos) | Medalla de bronce   | Campo a través      |